# Tweede Kamerverkiezingen 2012/Kandidatenlijst/Partij voor de Dieren
Op 4 juni 2012 werd de conceptlijst voor de Tweede Kamerverkiezingen 2012 voor de Partij voor de Dieren bekendgemaakt. Op 1 juli werd de definitieve lijst ongewijzigd vastgesteld. Met in totaal 182.162 stemmen kreeg de partij 2 zetels in de Tweede Kamer

## De lijst
- vet: verkozen[2]
- schuin: voorkeurdrempel overschreden

1. Marianne Thieme 154.155[1]
2. Esther Ouwehand 11.573
3. Frank Wassenberg 2.677
4. Anja Hazekamp 1.575
5. Johnas van Lammeren 1.320
6. Bram van Liere 620
7. Birgit Verstappen 844
8. Gerjan Kelder 693
9. Luuk van der Veer 450
10. Diederik van Liere 444
11. Ida Been 651
12. Corinne Cornelisse 538
13. Trees Janssens 601
14. Annemarie van Gelder 548
15. Harry Voss 642
16. Marieke de Groot 734
17. Floriske van Leeuwen 375
18. Ton Dekker 328
19. Erno Eskens 234
20. Pablo Moleman 330
21. Melissa Bax 425
22. Ingrid Ramaan 579
23. Laura Straver 389
24. Janet de Jong 440
25. Jan-Peter Cruiming 997

2003 · 2006 · 2010 · 2012 · 2017 · 2021 · 2023
VVD · PvdA · PVV · CDA · SP · D66 · GroenLinks · ChristenUnie · SGP · Partij voor de Dieren · Piratenpartij · MenS · Nederland Lokaal · Libertarische Partij · DPK · 50PLUS · LibDem · Anti Europa Partij · SOPN · PvdT · Politieke Partij NXD